# Bourbon-l'Archambault
Borbón-l'Archambault (en francés: Bourbon-l'Archambault) es una comuna francesa situada en el departamento de Allier, de la región de Auvernia-Ródano-Alpes. Es la cuna histórica de la Casa de Borbón.
Los habitantes se llaman Bourbonnais y Bourbonnaises.

## Demografía
| 2 607 | 2 607 | 2 598 | 2 550 | 2 630 | 2 564 | 2 582 | 2 556 |
| Para los censos de 1962 a 1999 la población legal corresponde a la población sin duplicidades (Fuente: INSEE [Consultar]) |       |       |       |       |       |       |       |

## Historia
La antigua aglomeración de Borbón estaba en el territorio de Bituriges y dependía, en ese momento, de Bourges (Avaricum). La ciudad está atravesada por varias carreteras romanas que conectan Bourges con Autun, Lyon y Clermont-Ferrand. Se conservan restos de un antiguo templo dedicado a Apolo (en el sitio de la Iglesia de San Jorge).
Antigua capital del señorío de Borbón (antes de Moulins), la ciudad debe su nombre a sus señores, nueve de los cuales llevaban el nombre de Archambault, durante un período del siglo X al XII (el primero vivió en 959; el segundo en 1018; 3 ° en 1064; 4 ° en 1075; 5 ° en 1096; 6 ° en 1099; 7 ° en 1177; 8 ° en 1200; 9 ° en 1249). La ciudad estaba dotada de una poderosa fortaleza, decorada con quince torres. Fue utilizado hasta el siglo XV. En el siglo XVII, se descubren las aguas termales, todavía activas en la actualidad. En el siglo XIX, la fortaleza fue casi completamente arrasada. Afortunadamente, tres torres se salvaron gracias a la acción del poeta Achille Allier.
Durante la Revolución Francesa, la ciudad tomó el nombre de Burges-les-Bains, recordando tanto el pequeño río que cruza la ciudad como la actividad termal que forjó su reputación.